# Eublemma debivar
Eublemma debivar là một loài bướm đêm trong họ Erebidae.